# Dossiers de Marbourg

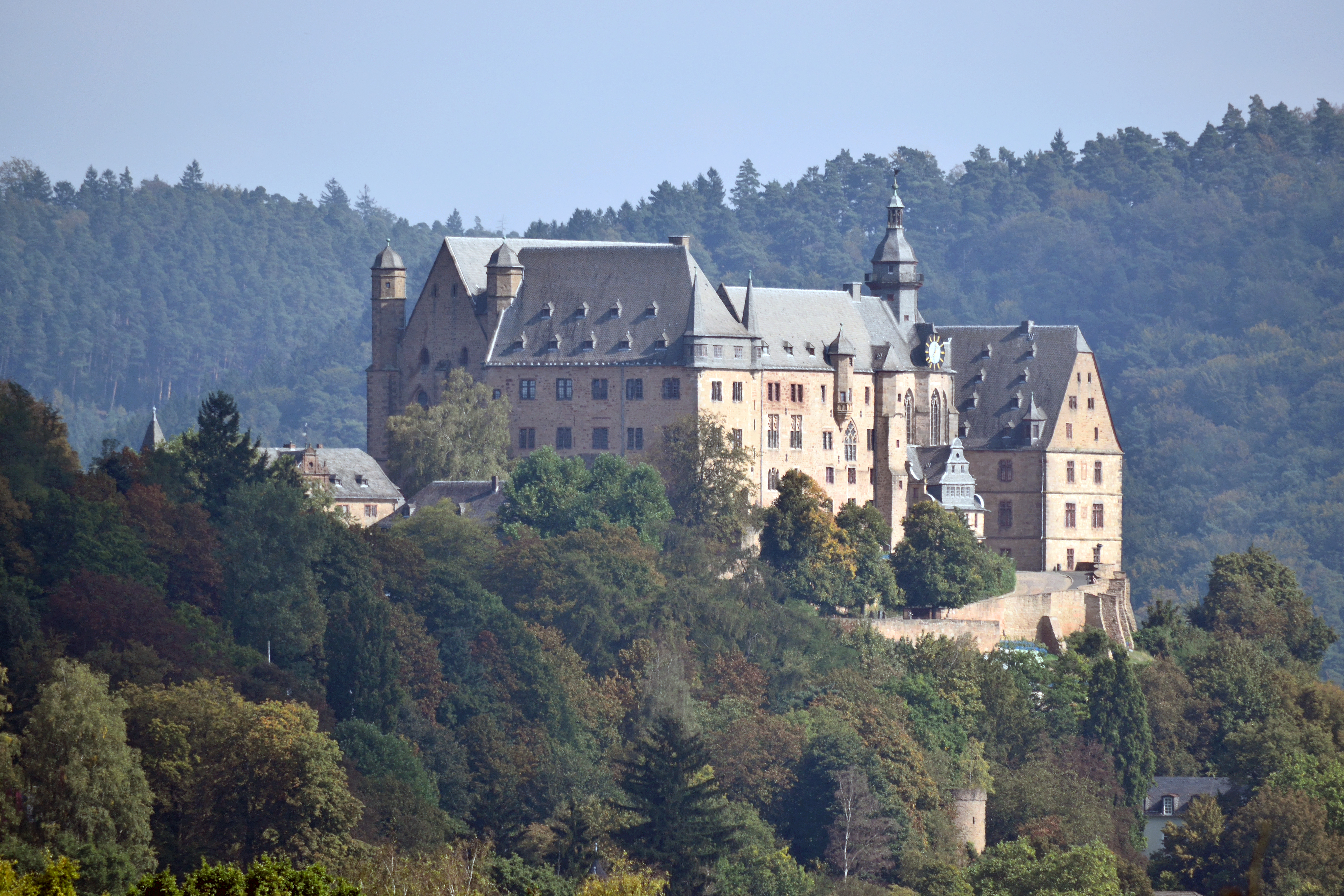
Le château de Marbourg, où ont été examinés les documents.

Les dossiers de Marbourg, aussi connus sous le nom de dossiers de Windsor ou dossiers du duc de Windsor, sont une série d'archives top-secrètes du ministère des Affaires étrangères nazi découvertes en Allemagne en mai 1945, près des montagnes du Harz et compilées au château de Marbourg, en Hesse,.

## Découverte
Tandis que les troupes américaines traversaient la périphérie du domaine de Degenershausen (de), de grandes quantités de véhicules militaires allemands abandonnés et détruits étaient dispersées sur les routes secondaires, certains contenant des archives du gouvernement nazi. Le premier lieutenant David D. Silberberg a d'abord découvert des documents signés par le ministre des Affaires étrangères de l'Allemagne nazie Joachim von Ribbentrop, et est retourné à Degenershausen pour approfondir le contexte de ses découvertes. Après avoir été informé des emplacements du château de Meisdorf (de) (d' où provenaient ces documents) et du château de Marbourg, il a escorté des agents du renseignement vers les sites où un certain nombre d'objets avaient été découverts.
Vers la même période, les troupes américaines ont arrêté un soldat allemand nommé Karl von Loesch, un assistant du traducteur personnel d'Hitler, Paul-Otto Schmidt, alors qu'il se retirait de Treffurt, près d'Eisenach. Schmidt lui avait ordonné de détruire tous les papiers top-secrets qu'il avait placés dans les archives. Von Loesch en a détruit la majorité, mais a décidé d'en garder une certaine quantité et les a enterrés en périphérie de Marbourg. 
Par la suite, il a été présenté par hasard au lieutenant-colonel Thomson, chef de l'équipe des documents britanniques. Un marché est établi : Von Loesch emmène l'équipe de Thomson sur le lieu de la correspondance enfouie en échange d'une échappatoire à son procès et de sa remise en liberté.  
Environ 400 tonnes de matériels ont été exhumés par l'armée américaine et transportés pour examen au château de Marbourg. Après inspection, au moins soixante documents semblaient contenir de la correspondance entre le duc de Windsor (oncle de la reine Élisabeth II) et le haut commandement nazi. Les diplomates américains ont examiné le contenu avant de transmettre des documents originaux et des copies au gouvernement britannique. Le Premier ministre Winston Churchill et le roi George VI ont insisté pour que les fichiers soient supprimés et ne soient jamais rendus publics. La collection entière a été envoyée au Royaume-Uni en 1948 et conservée à Whaddon Hall (en), dans le Buckinghamshire,.

## Contenu

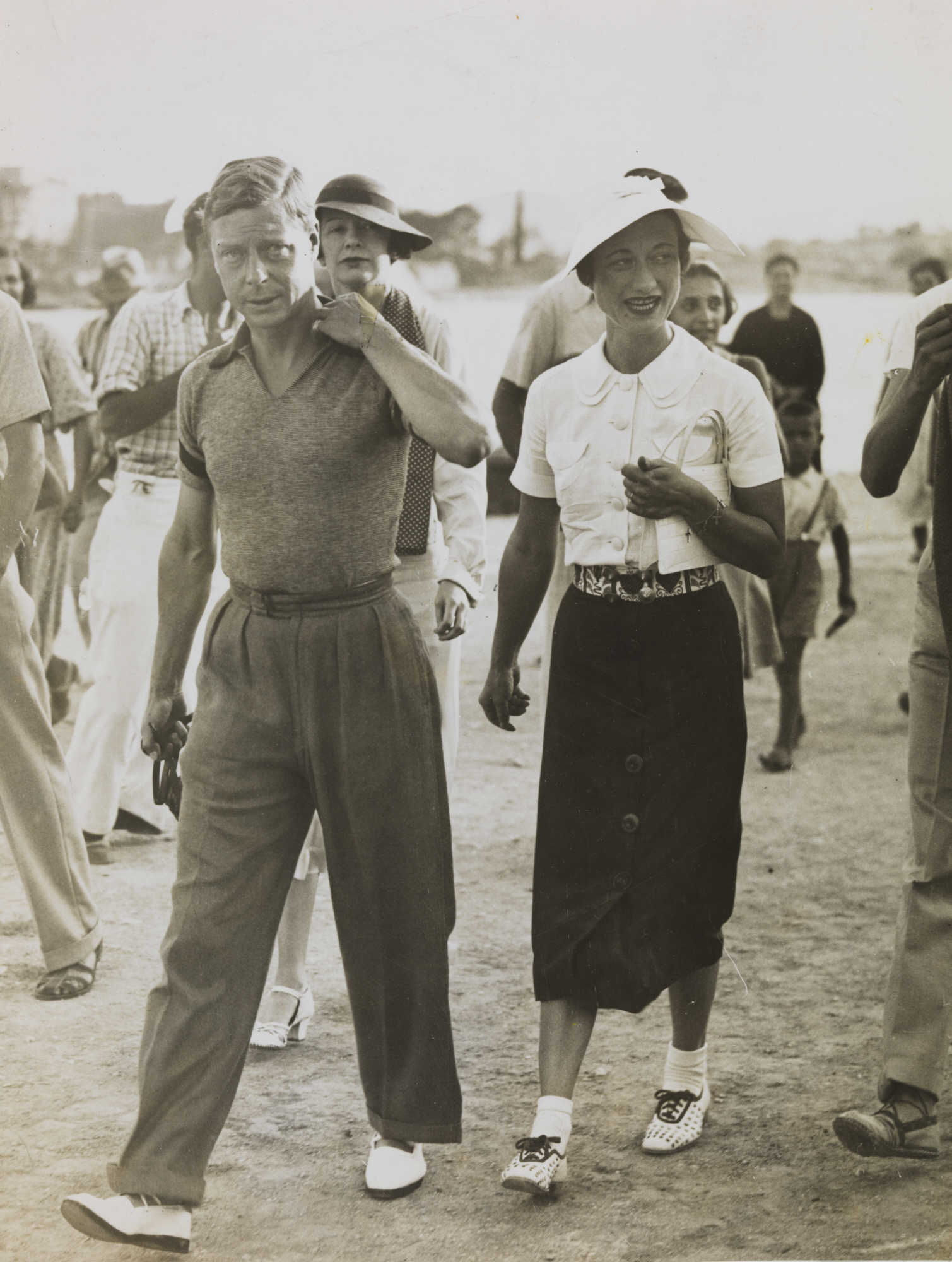
Édouard VIII et Wallis Simpson en vacances en Yougoslavie en 1936, quelques mois avant l'abdication du roi.

Les 60 documents de correspondance découverts auraient détaillé un complot des nazis, intitulé Opération Willi et conçu en 1940 pour persuader le duc de Windsor (l'ancien roi Édouard VIII, qui avait abdiqué en 1936), de rejoindre officiellement le parti des nazis pour amener le Royaume-Uni à négocier la paix avec eux. Il s'agissait de convaincre le duc que le roi George VI et le premier ministre Winston Churchill prévoyaient de le faire assassiner à son arrivée aux Îles Bahamas et de conspirer avec lui pour organiser son propre kidnapping, dans l'espoir de faire chanter la monarchie britannique pour que le pays se rende.
Les fichiers sous-entendaient aussi la possibilité que les Nazis rendent son trône à Édouard VIII, tout en reconnaissant officiellement sa femme Wallis Simpson comme reine, en échange de la libre circulation des forces nazies en Europe,.  
Les documents considérés comme les plus accablants pour la famille royale britannique faisaient partie des dernières communications entre le duc de Windsor et les Nazis avant son départ pour les Bahamas, dans lesquelles il était affirmé qu'il encourageait les bombardements contre le Royaume-Uni (le Blitz) dans le but de forcer le gouvernement britannique à engager des négociations. Il n'y a aucune preuve que le duc ait accepté les conditions offertes par les Nazis pour coopérer avec l'opération Willi, alors qu'il allait devenir gouverneur des Bahamas,, mais certains documents sont allégués pour affirmer qu'il sympathisait avec leur idéologie et soutenait que la guerre n'aurait pas eu lieu s'il était resté roi.

## Publication
Les historiens britanniques, français et américains ont initialement accepté de travailler ensemble à partir de 1946 dans l'espoir de ne publier que les documents qu'ils jugeaient essentiels à publier. Le premier lot a été publié en 1954, avant que le volume entier ne soit forcé de paraître en 1957, d'autres fichiers étant publiés en 1996 au Public Record Office de Kew,. Il a été rapporté que la publication des fichiers avait causé un désagrément considérable au duc de Windsor. 

## Dans la culture populaire
Les Dossiers de Marbourg sont le sujet principal de l'épisode Vergangenheit (Le passé en allemand) de la série télévisée Netflix The Crown (saison 2),  qui montre la découverte des documents par la reine Élisabeth II. C'est à ce moment du règne d'Élisabeth II que le duc est définitivement banni de la famille royale britannique. Malgré cela, il est resté en contact avec sa famille et ses apparitions publiques se sont poursuivies.